# ポリフォニー・デジタル
株式会社ポリフォニー・デジタル（英: Polyphony Digital Inc.）は、東京都江東区に本社を置くゲームソフトの開発会社。ソニー・インタラクティブエンタテインメント（SIE）の子会社で、PlayStation専用ゲームソフトの開発に当たるPlayStation Studiosの一つである。
主にレースゲームの開発を行い、グランツーリスモシリーズを手掛けてきた。

## 概要
ソニー・コンピュータエンタテインメント（SCE）社内の企画制作部門の一つであったが、1998年4月にSCE100%出資の子会社として独立。前年10月設立の3社（アーク・エンタテインメント、シュガーアンドロケッツ、コントレイル）に続く4社目の独立であったが、プロデュース専業であった先行3社は2000年頃にはSCEに再吸収されている。
その後もグランツーリスモシリーズを中心としたゲームソフトの開発を行っているほか、2007年には日産・GT-Rのマルチファンクションディスプレイの開発にも携わっている。
2011年7月、東日本大震災を受けたリスク分散などのため、機能の一部を福岡市に移転。代表の山内一典ら社員約50名が福岡アトリエに異動した。

## 開発タイトル
| 発売日（日本） | タイトル                               | プラットフォーム              |
| -------------- | -------------------------------------- | ----------------------------- |
| 1994年12月16日 | モータートゥーン・グランプリ           | PlayStation                   |
| 1996年05月24日 | モータートゥーン・グランプリ2          | PlayStation                   |
| 1997年12月23日 | グランツーリスモ                       | PlayStation                   |
| 1999年04月22日 | オメガブースト                         | PlayStation                   |
| 1999年12月11日 | グランツーリスモ2                      | PlayStation                   |
| 2001年04月28日 | グランツーリスモ3 A-spec               | PlayStation 2                 |
| 2002年01月01日 | グランツーリスモ コンセプト 2001 TOKYO | PlayStation 2                 |
| 2003年12月04日 | グランツーリスモ4"プロローグ"版        | PlayStation 2                 |
| 2004年12月28日 | グランツーリスモ4                      | PlayStation 2                 |
| 2006年02月02日 | ツーリスト・トロフィー                 | PlayStation 2                 |
| 2006年12月24日 | グランツーリスモHDコンセプト           | PlayStation 3                 |
| 2007年12月13日 | グランツーリスモ5プロローグ            | PlayStation 3                 |
| 2009年10月01日 | グランツーリスモ (PSP)                 | PlayStation Portable          |
| 2010年11月25日 | グランツーリスモ5                      | PlayStation 3                 |
| 2013年12月05日 | グランツーリスモ6                      | PlayStation 3                 |
| 2017年10月19日 | グランツーリスモSPORT                  | PlayStation 4                 |
| 2022年03月04日 | グランツーリスモ7                      | PlayStation 4 / PlayStation 5 |